# Circonvallazione di Arcene
La circonvallazione di Arcene è un'opera viaria completamente in servizio, progettata e costruita per evitare l'attraversamento del centro abitato attraverso la Strada Statale 42. Il suo percorso risulta difatti pericoloso dovuto a numerosi attraversamenti pedonali, semafori e una strettoia pericolosa.
L'arteria ha l'aspetto di una strada extraurbana secondaria con una carreggiata a doppio senso di circolazione, ad eccezione del primo tratto sino alla rotatoria per Ciserano in cui si presenta come una strada extraurbana secondaria con due carreggiate, ognuna delle quali a una corsia a senso unico. Le uscite sono garantite attraverso rotatorie.

## Percorso
Il percorso della circonvallazione si dirama dalla Strada Statale 42 del Tonale e della Mendola nel territorio comunale di Arcene, in provenienza da Verdello, all'incirca all'altezza del km 8. Attraverso una rotatoria ci si immette nella nuova arteria viaria, che per un brevissimo tratto iniziale risulta appartenere al territorio comunale di Ciserano. Attraverso una serie di tre rotatorie la circonvallazione permette il collegamento con il centro del paese, i comuni di Ciserano e Pontirolo Nuovo e la Stazione di Arcene. La circonvallazione si ricollega alla Strada Statale 42 all'altezza del km 6, dalla quale si era diramata, sempre nel territorio del comune di Arcene, nei pressi della zona industriale.
Con una lunghezza di 2.6 km, questa strada permette al traffico, sia leggero che pesante, di attraversare il centro del paese, dove la Strada Statale 42 assume un andamento tortuoso e pericoloso.
Per garantire fluidità lungo la SS42, il comune di Verdello ha intrapreso un'opera simile poco distante, la Tangenziale Est di Verdello.

### Tabella percorso
| CIRCONVALLAZIONE DI ARCENE Strada statale 42 del Tonale e della Mendola |                                                                                             |           |
| Tipologia                                                               | Indicazione                                                                                 | Provincia |
|                                                                         | Arcene Viale Matteotti-Viale Suardi Verdello Strada statale 42 del Tonale e della Mendola   | BG        |
|                                                                         | Arcene Via Leone XIII Ciserano                                                              | BG        |
|                                                                         | Arcene Via IV Novembre Stazione di Arcene Pontirolo Nuovo                                   | BG        |
|                                                                         | Arcene Corso Europa Zona industriale Treviglio Strada statale 42 del Tonale e della Mendola | BG        |